# Вильяндиская академия культуры Тартуского университета

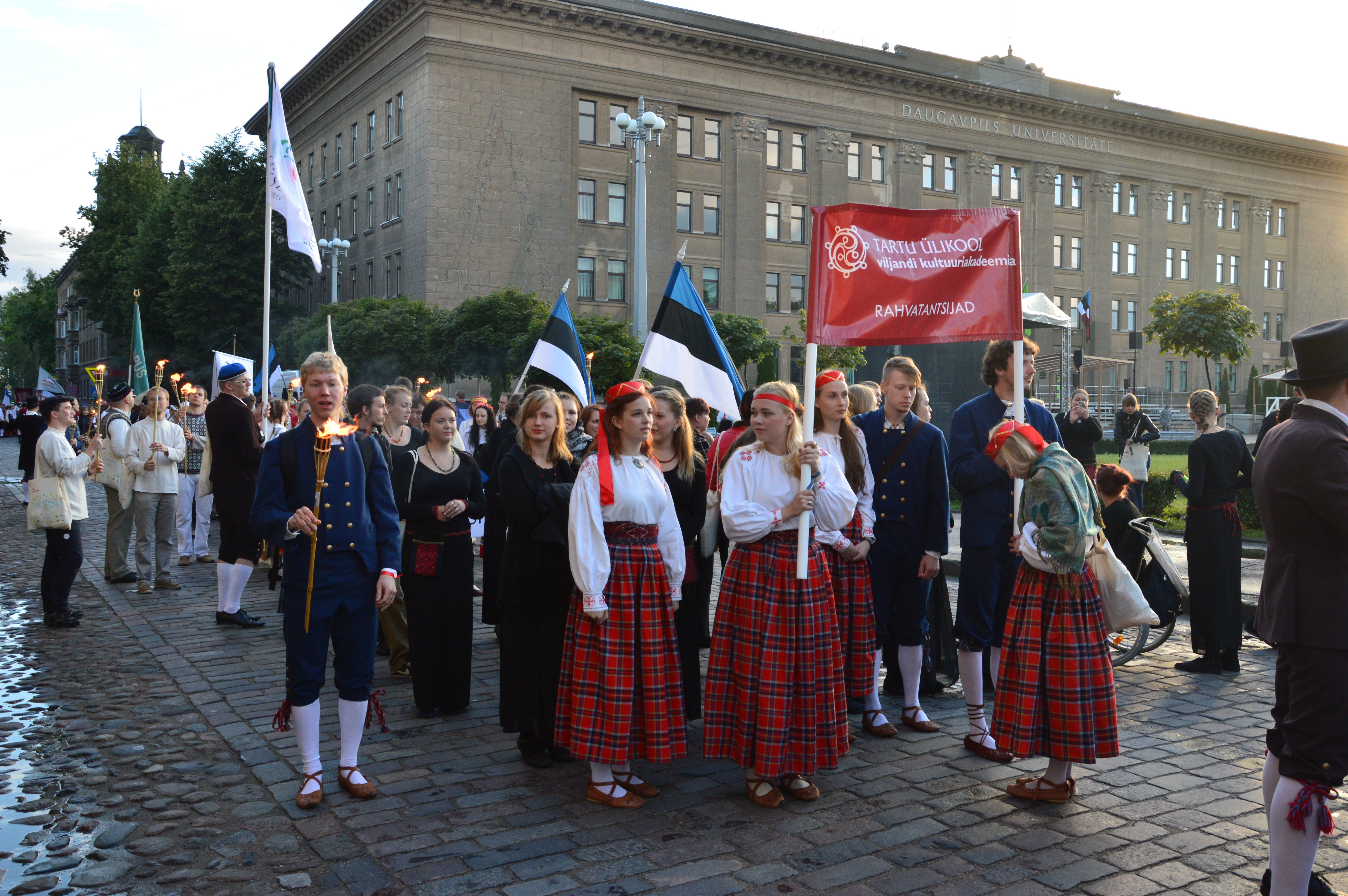
Студенты Вильяндиской академии культуры на фестивале в Даугавпилсском университете

Вильяндиская академия культуры Тартуского университета (эст. Tartu Ülikooli Viljandi Kultuuriakadeemia) — высшее учебное заведение в городе Вильянди, Эстония.

## История
В 1952 году в Таллине было создано среднее учебное заведение «Школа культурного образования» (эст. Kultuurharidusala Kool), позже получившее название «Таллинская школа культурного образования» (эст. Tallinna Kultuurharidustöö Kool, где стали готовить специалистов библиотечного дела и работников культуры. В 1960-х годах учебное заведение было переведено в Вильянди. В 1978 году оно стало называться Вильяндиская школа культуры (эст. Viljandi Kultuurikool).
В 1980 году школа получила статус вуза. В 1991 году вуз стал называться Вильяндиский колледж культуры (эст. Viljandi Kultuurikolledž), где обучали по специальности «народная музыка», давали профессии художника-декоратора, осветителя и монтажёра.
В 2003 году вуз стал называться Вильяндиской академией культуры (эст. Viljandi Kultuuriakadeemia), а в 2005 году он был объединён с Тартуским университетом и получило название Вильяндиская академия культуры Тартуского университета.

## Факультеты
Высшее прикладное образование
- факультет культурного образования (специальности «организация досуга» и «менеджмент в культуре»);
- факультет исполнительского искусства (специальности «театральное искусство», «танцевальное искусство», «визуальные технологии»);
- факультет музыки (специальности «традиционная музыка», «джаз», «саунд-инжиниринг»);
- факультет народных ремёсел (специальности «народное ткачество», «народное строительство», «народная работа по металлу»)[2].

Магистратура
- преподаватель искусств и технологий;
- творческое применение культурного наследия;
- аудио- и визуальные технологии (учебная программа на английском языке);
- фольклорные исследования и применение культурного наследия (учебная программа на английском языке под руководством Института культурологии Тартуского университета).

В академии обучается около 800 студентов, в том числе выходцы из других стран, включая Россию. Учебное заведение развивает международное сотрудничество с другими вузами, в частности существует программа сотрудничества с Псковским государственным педагогическим университетом. В марте 2015 года в Вильяндиской академии культуры прошли 35-е международные Ганзейские дни.